# Wendell Phillips (politiker)
Wendell Phillips, född den 29 november 1811 i Boston i Massachusetts, död den 2 februari 1884, var en amerikansk politiker. Han var känd som abolitionist och förespråkare för indianerna i USA.